# Neohelota pusilla
Neohelota pusilla là một loài bọ cánh cứng trong họ Helotidae. Loài này được Oberthuer miêu tả khoa học năm 1883.